# Hát kưứt
Hát kưứt là một trong những giai điệu trường ca của dân ca dân tộc Êđê, thường được hát khi có các buổi lễ hội như Mừng lúa mới, mừng thọ, cúng bến nước v.v. Tùy theo hoàn cảnh sinh hoạt, người Êđê chọn kiểu hát Kưứt cùng đệm nhạc phù hợp với khả nǎng biểu diễn của nghệ nhân hát. Người hát thường phải là người đứng tuổi, nhiều tri thức và có uy tín nghệ thuật. Điệu hát này thường sử dụng loại nhạc cụ đinh vuốt. Một người thổi nhạc cụ và một người hát, thể hiện tình yêu của mình đối với buôn làng, người thân. Bản tiếng Êđê chiếm chủ yếu, dịch ra tiếng Việt khá ít nên vẫn ít người biết tới.